# 王玉汝 (元朝)
王玉汝（？—1255年），字君璋，东平府郓城县（今山东省郓城县）人，蒙古帝国政治人物。

## 生平
王玉汝年轻时学习吏事。东平行台严实任命他为掾史，后来补行台令史。后中书令耶律楚材见到他非常赏识，授为东平路奏差官。转任行台知事，遥领平阴县令。窝阔台想以东平之地分封勋贵。王玉汝上奏说严实以三十万户归顺蒙古，素无异志，分裂其土地，不是用来表彰功勋的操作。窝阔台于是中止。1241年，严实子严忠济袭职，王玉汝任左右司郎中，总管行台政务。蒙哥即位，令常賦外，每年出銀六两，称之为包垜銀。王玉汝说民力不支矣。糾率諸路管民官，向蒙哥请愿，得減三分之一。他官至龍虎衛上将軍、泰定军节度使，兼兖州管内观察使，充行台参议。1252年，以病辞官，谢事杜门，每天以经史自乐。后去世。